# Врело Кавак
43° 09′ 07″ С; 22° 35′ 06″ И / 43.151833° С; 22.585° И
Врело Кавак једно је од многобројних дубинских крашких извора у кршу Источне Србије, у саставу слива Нишаве, који се налази на ободу града Пирота, у Пиротској котлини, на надморској висини од 372 m на североисточном крилу Влашке планине. Аминистративно припада Општини Пирот и Пиротском управном округу.

## Географске одлике
Пиротска котлина је пре језерске фазе била јако скрашћена, након чега је покривена језерским неогеним седиментима, а подјезерски извори су изградили своје вертикалне канале. Након повлачења језера извори су наставили да издају воду на дну Пиротске котлине. Највеће крашко врело на њеном дну је Кавак. Вода која ту извире има сабирну област на североисточном крилу Влашке планине.
Врело Кавак, које се налази у централном делу Пиротске котлине, у локалитету Рогоз,  
- најзначајније је врело Пиротске котлине — због тога што преко њега истиче највећа количина вода из овог дела масива Влашке планине), и
- најинтересантније је врело Пиротске котлине — због начина истицања и целокупног геолошког контекста.[2]

До истицања вода кроз неогене наслаге долази као последица блоковске структуре кречњака који представљају подину неогених наслага. У зони врела, блок кречњака је издигнут до дубине мање од 30 m, док се у непосредној близини врела дубина кречњака креће и преко 70 m. Висина зона прихрањивања врела и дубока циркулација условљава сифонално истицање вода кроз релативно танке песковито - глиновите и песковито - шљунковите наслаге котлине.
Издашност врела је у минимуму око 85 l/s, а издашност је релативно уједначена. Посебно је значајна стабилност квалитета вода и одсуство замућивања.

## Експолатација врела
Врело је делимично каптирано за потребе водоснабдевања Пирота, док вишак воде слободно отиче и нема сталног праћења тих количина.